# Sondermunitionslager Treysa

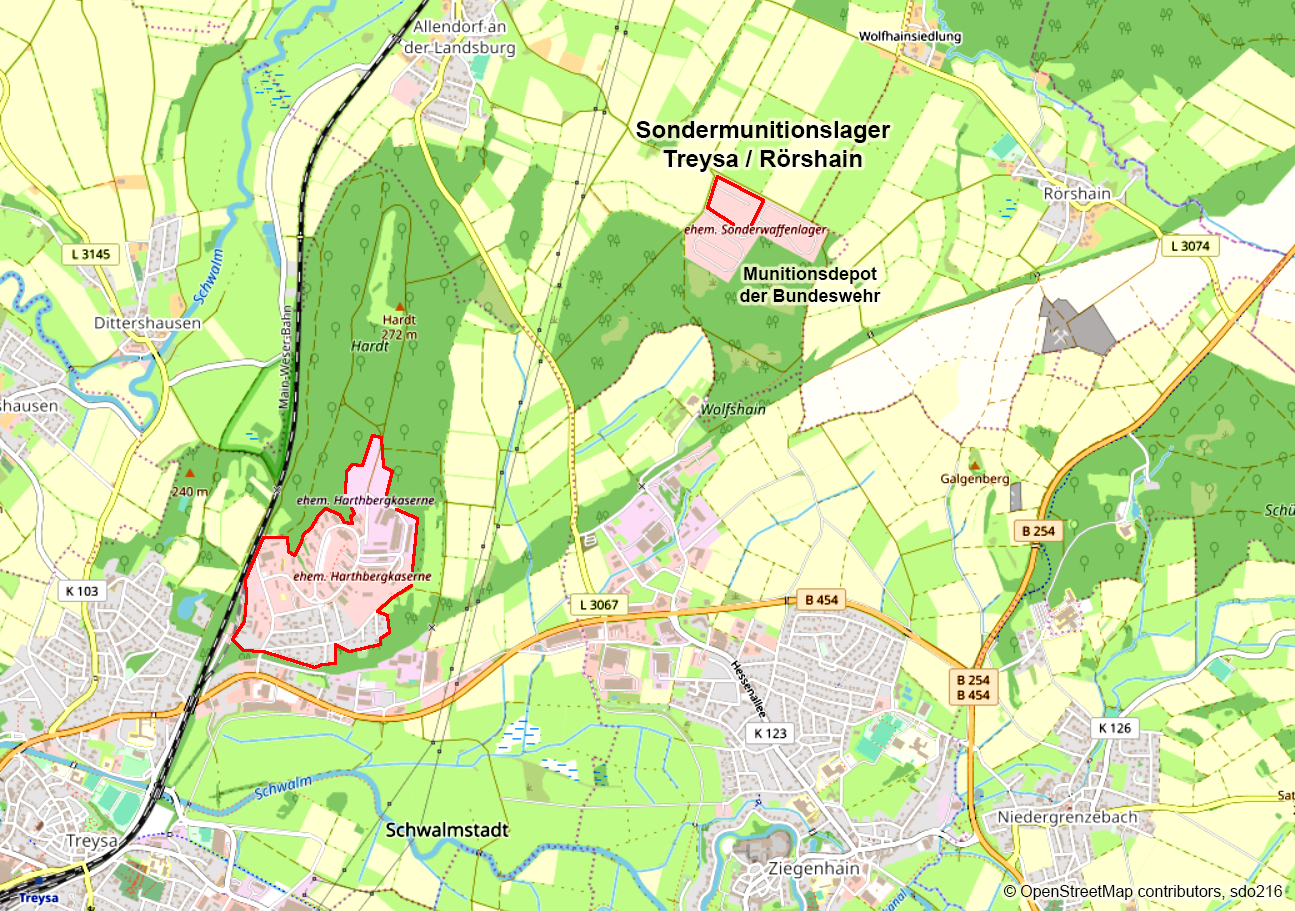
Lage des Sondermunitionslagers bei Rörshain und der Harthbergkaserne bei Treysa

Das Sondermunitionslager Treysa, während der Betriebszeit Sondermunitionslager Rörshain genannt, war eines der von US-amerikanischen Einheiten im inneren Bereich bewachten und gewarteten Depots für Atomsprengköpfe auf dem Gebiet der Bundesrepublik Deutschland. Es bestand von 1962 bis 1992 und befand sich in der Nähe der nordhessischen Stadt Schwalmstadt im Schwalm-Eder-Kreis.
In Sondermunitionslagern (englisch Special Ammunition Storage, SAS) wurden Atomsprengköpfe aufbewahrt, die im Falle eines – auch begrenzten – Atomkriegs im Rahmen der Nuklearen Teilhabe für die atomare Ausrüstung von Trägersystemen (Flugzeuge, Raketen, Geschütze etc.) der Bundeswehr vorgesehen waren. Die Lager waren so angelegt, dass der „innere Sperrbereich“ von amerikanischen Soldaten der jeweils zuständigen Einheit bewacht wurde und Zugang nur in Begleitung von mindestens zwei amerikanischen Soldaten erlaubt war, während der „äußere Sperrbereich“ von Einheiten der sogenannten „Host Nation“ („gastgebenden Nation“) bewacht wurde, in Treysa/Rörshain also von Soldaten der Bundeswehr.
Das Sondermunitionslager befand sich etwa 4 km nordöstlich von Treysa und 1,5 km westlich von Rörshain, östlich des Standortübungsplatzes. Dort wurde die für die 2. Panzergrenadierdivision vorgesehene atomare Munition gelagert. Diese Munition war vornehmlich für das Artillerieregiment 2, d. h. das Feldartilleriebataillon 21 (FeldArtBtl 21) bzw. Panzerartilleriebataillon 21 (PzArtBtl 21) und das Raketenartilleriebataillon 22 (RakArtBtl 22), beide in Treysa stationiert, bestimmt. Das PzArtBtl 21 hatte eine Batterie atomwaffenfähiger Haubitzen M110 vom Kaliber 203 mm. Das RakArtBtl 22 verfügte ab 1960 über sechs, später nur noch vier Abschussrampen für die Kurzstreckenrakete „Honest John“. Auch das Panzerartilleriebataillon 65 der Panzerbrigade 6 in Mengeringhausen hatte ab 1972 atomwaffenfähige Panzerhaubitzen M 109 vom Kaliber 155 mm, deren Atomgeschosse ebenfalls dort gelagert wurden. 
Bei der Sondermunition handelte es sich um:
- Gefechtsköpfe für die taktische Kurzstreckenrakete „MGR-1 Honest John“ (bis 1980);
- Artilleriegeschosse Kaliber 203 mm für die schweren Haubitzen M 110 der Divisionsartillerie (ab 1960 atomar);
- Artilleriegeschosse Kaliber 155 mm für die Panzerhaubitzen M 109 der Divisionsartillerie (ab 1972).

Bewacht wurde das Lager anfangs von der 4. Batterie des RakArtBtl 22, aus der später die Begleitbatterie 2 gebildet wurde und die auch den Transport der Gefechtsmunition sicherte und vom 7th U.S. Army Field Artillerie Detachment (7th USAFAD) der US Army. Beide Einheiten waren, wie auch das PzArtBtl 21 und das RakArtBtl 22, in der Harthberg-Kaserne in Treysa stationiert. Das 7th USAFAD war im Dezember 1961 in Fort Sill, Oklahoma, als 7th U.S. Army Missile Detachment aufgestellt worden und wurde nach Abschluss der Ausbildung im Mai 1962 nach Deutschland geschickt. Dort gehörte es zunächst zur 512th U.S. Army Artillery Group, ab Juni 1966 zur 557th U.S. Army Artillery Group. Es bestand aus vier Offizieren und bis zu 38 Unteroffizieren und Mannschaften. Die Einheit wurde im Juni 1992 aufgelöst.